# Inge Lehmann
Inge Lehmann (13/05/1888 - 21/02/1993) là nhà địa chấn học người  Đan Mạch. Bà là người đã khám phá ra lõi bên trong của Trái Đất. Vào năm 1936, bà công bố từ những dữ liệu địa chấn rằng lõi Trái Đất không phải chỉ là một khối chất lỏng đồng nhất, mà còn có lõi rắn bên trong, có cấu tạo vật lý khác với các lõi bên ngoài. Kết luận này nhanh chóng được chấp nhận bởi các nhà địa chấn học, khi trong thời gian đó không đề xuất được giả thuyết khả thi nào cho việc quan sát thấy sóng P, tạo ra trong các trận động đất, bị chậm lại khi nó vào được vị trí nhất định trong lõi Trái Đất.

## Tiểu sử và giáo dục
Inge Lehmann được sinh ra và lớn lên tại Østerbro, Đan Mạch. Bà là con gái của nhà tâm lý học Alfred Georg Ludvik Lehmann (1858 - 1921). Bà được nhận nền giáo dục tại một trường trung học có nền giáo dục tiến bộ do Hanna Adler, một người dì của Niels Bohr, thành lập. Bố bà và Adler là hai người có ảnh hưởng nhiều nhất tới việc phát triển tri thức của bà.
Bà học khoa toán tại trường đại học Copenhagen và trường đại học Cambridge, mặc dù việc học bị gián đoạn vì lý do sức khỏe. Bà tiếp tục việc nghiên cứu tại Cambridge trong giai đoạn 1910 - 1911 tại đại học Newnham. Năm 1911, và quay trở lại từ Cambridge sau khi quá mệt mỏi vì quá trình nghiên cứu, và ngừng nghiên cứu trong một khoảng thời gian. Bà nâng cao kỹ năng tính toán trong một công ty chuyên thống kê, nơi bà làm việc trong một vài năm tới khi bà tiếp tục sự nghiệp nghiên cứu tại đại học Copenhagen năm 1918. Bà đạt được các bằng cấp về khoa học vật lý và toán học trong hai năm. Sau khi bà trở lại Denmark năm 1923, bà quyết định làm trợ lý cho giáo sư ngành thống kê J.F.Steffensen tại đại học Copenhagen.

## Sự nghiệp
Sau một vài năm làm việc trong ngành bảo hiểm, Inge trở thành trợ lý của nhà trắc địa Niels Erik Nørlund, giao nhiệm vụ thiết lập đài quan sát địa chấn ở Đan Mạch và Greenland cho bà. Bà bắt đầu quan tâm tới địa chấn học trở lại trong thời gian này. Năm 1928, bà vượt qua bài thi trắc địa và trở thành một nhà trắc địa học và đứng đầu phòng nghiên cứu trắc địa học tại Viện Trâc địa của Đan Mạch, dưới sự chỉ đạo của Nørlund.
Trong một bài nghiên cứu có tựa đề P, bà là người đầu tiên nêu ra việc điểm sóng P xuất hiện trong bóng sóng P của lõi Trái Đất sau phản xạ tại lõi trong mà trước đây không thể giải thích. Diễn giải này đã được thông qua bởi các nhà địa chấn học hàng đầu thời bấy giờ, như Beno Gutenberg, Charles Richter, và Harold Jeffreys. Chiến tranh thế giới lần II và việc quân đội Đức chiếm đóng Đan Mạch gây cản trở tới việc nghiên cứu và thu thập dữ liệu trên thế giới của bà  trong những năm sau đó.
Trong những năm cuối cùng cho tới khi bà nghỉ hưu năm 1953, quan hệ giữa bà và các thành viên khác trong Viện Trắc địa trở lên tồi tệ, một phần có lẽ vì bà không kiên nhẫn với những đồng nghiệp cấp dưới. Sau năm 1953, Inge Lehmann chuyển tới Mỹ trong vài năm và hợp tác với Maurice Ewing và Frank Press tìm hiểu lớp vỏ và lớp phủ trên của Trái Đất. Trong dự án này, bà phát hiện ra gián đoạn địa chấn khác, nằm tại độ sâu từ 190 tới 250 km và được đặt tên là "điểm gián đoạn Lehmann" để vinh danh việc phát hiện của bà. Francis Birch nhấn mạnh rằng "Điểm gián đoạn Lehmann được phát hiện khi xem xét các hồ sơ địa chấn mà không một máy tính nào có thể tính chính xác ra..."
Bà đi tới nhiều nơi, bao gồm Canada, Hoa Kỳ, và châu Âu để nghiên cứu về Trái Đất trước khi mất năm 1993.

## Giải thưởng và vinh danh
Bà nhận được rất nhiều giải thưởng cho việc cống hiến của mình, trong đó có Giải Gordon Wood (1960), huân chương Emil Wiechert (1964), Tagea Brandt Rejselegat (1938 and 1967), đề cử làm Ủy viên hoàng gia  (1969), huân chương William Bowie  (1971, là người phụ nữ đầu tiên) và huân chương của Hiệp hội địa chất Mỹ (1977). Bà được trao bằng tiến sĩ danh dự của đại học Columbia năm 1964 và đại học Copenhagen năm 1968.
Tiểu hành tinh số 5632 được đặt tên Ingelehmann để vinh danh bà.
Tại Aventura, Frorida, Hoa Kỳ có một cây cầu mang tên bà.
Năm 1997, Hiệp hội địa lý Hoa Kỳ đã tôn vinh bà về "những đóng góp xuất sắc cho việc nghiên cứu cấu tạo, thành phần và tính năng của lớp vỏ và lõi Trái Đất."
Trong lễ kỷ niệm ngày sinh thứ 127 của bà, Google tạo ra một hình tượng trưng riêng cho bà.

## Một số điều thú vị về Inge Lehmann
Bà là một người ủng hộ mạnh mẽ bình đẳng giới. Ngôi trường trung học mà bà theo học nêu trên là ngôi trường bình đẳng giới đầu tiên tại Đan Mạch.
Bà được vinh danh là một trong những người phụ nữ dám dấn thân vào khoa học - ngành mà thời đó thường chỉ có nam giới.  Khi đang làm việc tại Viện Trắc địa Đan Mạch, bà đã từng nói "Anh nên biết có rất nhiều người đàn ông bất tài mà tôi phải cạnh tranh với... trong vô vọng".